# Почивалин, Николай Михайлович
Никола́й Миха́йлович Почива́лин (1926—1987) — советский военный. Участник Великой Отечественной войны. Герой Советского Союза (1946). Лейтенант.

## Биография
Николай Михайлович Почивалин родился 14 июля 1926 года в селе Большие Кулики Моршанского уезда Тамбовской губернии (ныне — в Моршанском районе Тамбовской области) в семье рабочего. Русский. Образование неполное среднее. До начала Великой Отечественной войны жил в селе Осовины Маяк-Салынского района Крымской АССР.
В ряды Рабоче-крестьянской Красной Армии Н. М. Почивалин был призван 18 апреля 1944 года после освобождения Керченского полуострова войсками Отдельной Приморской армии. Его направили в 83-ю отдельную стрелковую бригаду морской пехоты, на базе которой он прошёл военную подготовку, после чего был зачислен наводчиком противотанкового ружья в 144-й отдельный батальон морской пехоты. В боях с немецко-фашистскими захватчиками и их румынскими союзниками красноармеец Н. М. Почивалин с августа 1944 года на 3-м Украинском фронте. В ходе Ясско-Кишинёвской операции в составе Особой группы 46-й армии Николай Михайлович участвовал в операции по форсированию Днестровского лимана, боях за плацдарм севернее Аккермана и освобождении города Аккермана. В ходе дальнейшего наступления 83-я стрелковая бригада морской пехоты, действуя в подчинении 57-й армии и непосредственно командующего 3-м Украинским фронтом, освобождала Килийский район Одесской области и территорию румынского уезда Тулча. Красноармеец Почивалин участвовал в захвате в дельте Дуная портов Килия и Сулина и освобождении города Констанцы. В сентябре 1944 года войска 3-го Украинского фронта во взаимодействии с болгарскими партизанами осуществили Болгарскую операцию. Николай Михайлович в составе своего подразделения освобождал Варну и Бургас.
После выхода Румынии и Болгарии из войны, 83-я отдельная стрелковая бригада морской пехоты была переброшена в Венгрию, где в тесном взаимодействии с Дунайской военной флотилией и 46-й армией выполняла боевые задачи в ходе Будапештской операции. Н. М. Почивалин принимал участие в Герьенском десанте, освобождении города Пакш, боях за Будапешт. С 21 февраля 1945 года бригада в составе 46-й армии сражалась на 2-м Украинском фронте. Красноармеец Н. М. Почивалин особо отличился в ходе Венской наступательной операции во время Эстергомского десанта.
В ночь с 19 на 20 марта 1945 года бронекатера Дунайской военной флотилии, углубившись по Дунаю вглубь вражеской территории на 18 километров, осуществили высадку тактического десанта у деревни Тат в тылу крупной группировки немецких и венгерских войск, оборонявших город Эстергом. Чуть более трёх суток 536 десантников сражались с превосходящими силами противника в условиях острой нехватки боеприпасов и продуктов питания. В ходе боя красноармеец Н. М. Почивалин со своим противотанковым ружьём занял огневую позицию на центральном участке обороны впереди стрелкового взвода морских пехотинцев и умелыми действиями способствовал отражению 18 атак немецкой пехоты и танков. Боец Почивалин подбил два из трёх уничтоженных взводом танков и истребил 9 вражеских солдат. Своими героическими действиями Почивалин поднимал боевой дух взвода и воодушевлял его на выполнение поставленной боевой задачи. 27 марта 1945 года командир 144-го отдельного батальона морской пехоты майор В. П. Быстров в числе других особо отличившихся в ходе операции воинов представил Н. М. Почивалина к званию Героя Советского Союза. Указ Президиума Верховного Совета СССР был подписан 15 мая 1946 года.
В заключительной фазе Венской операции красноармеец Н. М. Почивалин участвовал в освобождении города Комаром. В начале апреля 1945 года 83-я отдельная стрелковая бригада морской пехоты была придана 6-й гвардейской танковой армии 2-го Украинского фронта и принимала участие в Братиславско-Брновской наступательной операции. Николай Михайлович участвовал в боях за Брно, освобождал город Яромержице. Боевой путь он закончил 9 мая в освобождённой Праге.
После окончания Великой Отечественной войны Н. М. Почивалин получил военное образование и продолжал службу в Советской Армии до 1953 года. В запас Николай Михайлович уволился в звании лейтенанта. Жил в селе Чистополье Ленинского района Крымской области. Работал в совхозе «Родина». 10 апреля 1987 года Николай Михайлович скончался. Похоронен на кладбище села Чистополье Ленинского района Республики Крым.

## Награды и звания
- Медаль «Золотая Звезда» (15.05.1946);
- орден Ленина (15.05.1946);
- орден Отечественной войны 1-й степени (06.04.1985);
- медали, в том числе:

юбилейная медаль «Двадцать лет Победы в Великой Отечественной войне 1941—1945 гг.»;
юбилейная медаль «50 лет Вооружённых Сил СССР»;
- Почётный гражданин Моршанского района Тамбовской области.

## Документы
- Общедоступный электронный банк документов «Подвиг Народа в Великой Отечественной войне 1941—1945 гг.» Дата обращения: 15 марта 2013. Архивировано из оригинала 13 марта 2012 года.

Представление к званию Героя Советского Союза. Дата обращения: 15 марта 2013. Архивировано 8 апреля 2013 года.
Орден Отечественной войны 1-й степени (информация из карточки награждённого к 40-летию Победы). Дата обращения: 15 марта 2013. Архивировано 8 апреля 2013 года.